# Tenxơ

Tenxơ ứng suất Cauchy, một tenxơ hạng hai. Thành phần của tenxơ, trong hệ tọa độ Descartes 3 chiều, tạo thành ma trận
với các cột là những ứng suất (lực trên đơn vị diện tích) tác dụng lên các mặt e_{1}, e_{2}, và e_{3} của hình lập phương.

Tensor hay tiếng Việt gọi là Ten-xơ là đối tượng hình học miêu tả quan hệ tuyến tính giữa các đại lượng vectơ, vô hướng, và các tenxơ với nhau. Những ví dụ cơ bản về liên hệ này bao gồm tích vô hướng, tích vectơ, và ánh xạ tuyến tính. Đại lượng vectơ và vô hướng theo định nghĩa cũng là tenxơ. Có nhiều cách biểu diễn tenxơ, như mảng giá trị số đa chiều. Bậc (hay hạng) của một tenxơ bằng số chiều của mảng cần để biểu diễn nó, hay tương đương với số chỉ số cần để đánh dấu các thành phần của mảng. Ví dụ, một ánh xạ tuyến tính biểu diễn dưới dạng ma trận 2 chiều, mảng 2 chiều, do đó nó là tenxơ bậc (hạng) 2. Vector có thể coi là mảng 1 chiều và là tenxơ hạng 1. Đại lượng vô hướng là các giá trị số và là tenxơ hạng 0.
Tenxơ thường được sử dụng để biểu diễn quan hệ tương ứng (ánh xạ) giữa các tập vectơ hình học. Ví dụ, tenxơ ứng suất Cauchy T lấy theo hướng v (khi đưa vào) và tạo ra ứng suất T(v) trên mặt vuông góc với vectơ này như là giá trị kết quả (đầu ra) do đó biểu diễn mối liên hệ giữa hai vectơ, như chỉ ra ở hình bên cạnh.
Bởi vì chúng thể hiện mối quan hệ giữa các vectơ, tenxơ phải độc lập với bất kỳ sự lựa chọn hệ tọa độ nào. Khi chọn một cơ sở tọa độ hoặc hệ quy chiếu và áp dụng tenxơ vào nó sẽ cho kết quả là một mảng đa chiều được tổ chức đại diện cho tenxơ đó trong cơ sở hay hệ quy chiếu đó. Sự độc lập của tenxơ được phát biểu thành định luật biến đổi "hiệp biến" liên hệ giữa mảng được tính toán trong một hệ tọa độ với mảng đó được tính trong hệ tọa độ khác. Định luật bién đổi này cũng được sử dụng để xây dựng khái niệm tenxơ với ý nghĩa hình học hay vật lý, và dạng chính xác của định luật biến đổi xác định lên loại (hay kiểu) của tenxơ.
Tenxơ là khái niệm quan trọng trong vật lý học bởi vì nó cung cấp một khuôn khổ toán học ngắn gọn cho việc thiết lập và giải các vấn đề vật lý trong nhiều lĩnh vực như cơ học môi trường liên tục, lý thuyết đàn hồi và đặc biệt là thuyết tương đối rộng. Tenxơ lần đầu tiên được nghiên cứu bởi các nhà toán học Tullio Levi-Civita và Gregorio Ricci-Curbastro, những người tiếp tục các công trình sơ khởi của Bernhard Riemann và Elwin Bruno Christoffel cùng một số nhà toán học khác, trong một nhánh mà họ gọi là phép tính vi phân tuyệt đối. Tenxơ cũng cho phép thiết lập lên cách phát biểu khác của hình học vi phân nội tại của một đa tạp trong dạng của tenxơ độ cong Riemann.

## Lịch sử
Các khái niệm liên quan đến giải tích ten-xơ xuất phát từ các nghiên cứu của Carl Friedrich Gauss trong hình học vi phân, và hình thức luận của nó bị ảnh hưởng nhiều bởi lý thuyết các dạng đại số và bất biến được phát triển trong giữa thế kỷ 19. Thuật ngữ "tensor" do nhà toán học William Rowan Hamilton đặt ra vào năm 1846 nhưng ông lại dùng nó để miêu tả khái niệm khác hẳn so với khái niệm tenxơ ngày nay. Woldemar Voigt là người đã sử dụng thuật ngữ cho tên gọi chính thức của nó vào năm 1898.
Phép tính tenxơ đã được phát triển vào năm 1890 bởi Gregorio Ricci-Curbastro dưới tiêu đề phép tính vi phân tuyệt đối và được Ricci giới thiệu vào năm 1892. Lý thuyết này được công bố rộng rãi trong cộng toán học bằng cuốn sách do Ricci và Tullio Levi-Civita viết chung vào năm 1900 với tiêu đề Méthodes de calcul différentiel absolu et leurs applications (Phương pháp của phép tính vi phân tuyệt đối và ứng dụng).
Trong thế kỷ 20, chủ đề này trở thành giải tích tenxơ, và đạt được sự tiếp nhận rộng rãi hơn khi Albert Einstein đưa ra thuyết tương đối rộng vào năm 1915. Ông trình bày thuyết tương đối rộng hoàn toàn bằng ngôn ngữ tenxơ. Cùng với sự giúp đỡ của người bạn,nhà hình học Marcel Grossmann, Einstein đã phải rất nỗ lực để học được lý thuyết này. Sau đó, thư từ qua lại giữa Levi-Civita với Einstein đã giúp Einstein sửa các sai sót trong cách ông vận dụng giải tích tenxơ. Trong thư từ ở giai đoạn 1915–17, ông nêu ra sự khó khăn khi học lý thuyết này:
Tôi khâm phục sự gọn gàng trong phương pháp tính của ông; thật là tuyệt khi cưỡi trên lưng của chú ngựa toán học thuần túy vượt qua lĩnh vực vật lý này trong khi chúng tôi phải bước khó nhọc trên con đường của mình.— Albert Einstein, The Italian Mathematicians of Relativity

Tenxơ cũng có ứng dụng hữu ích trong những lĩnh vực khác như cơ học môi trường liên tục. Một vài ví dụ quen thuộc của tenxơ trong hình học vi phân là các dạng bậc hai như tenxơ mêtric, và tenxơ độ cong Riemann. Đại số ngoài (exterior algebra) do Hermann Grassmann phát triển từ giữa thế kỷ 19 cũng là một lý thuyết tenxơ mang nhiều đặc tính hình học trong thời gian đầu, cho đến khi nó được nhận ra cùng với các dạng vi phân, được thống nhất về bản chất với phép tính tenxơ. Các nghiên cứu của Élie Cartan làm cho các dạng vi phân trở thành một trong những ứng dụng cơ bản của tenxơ trong toán học.

### Cơ sở
- Tenxơ Descartes
- Không gian phân thớ (Fibre bundle)
- Thuật ngữ của lý thuyết tenxơ
- Một-dạng (one-form)
- Tích tenxơ của các môđun

### Ứng dụng
- Ứng dụng tenxơ trong kỹ thuật
- Đạo hàm hiệp biến
- Độ cong
- Diffusion tensor MRI
- Phương trình trường Einstein
- Cơ học chất lưu
- Hình học Riemannian
- Tenxơ cấu trúc
- Giải tích tenxơ
- Đạo hàm tenxơ
- Phần mềm tenxơ